# Operacja Compass
Operacja Compass – pierwsza większa ofensywa wojsk alianckich podczas kampanii w Afryce Północnej w trakcie II wojny światowej. Alianckie wojska zaatakowały włoskie siły w zachodnim Egipcie i wschodniej Libii między grudniem 1940 r. a lutym 1941 r. Atak był całkowitym sukcesem. W ciągu trzech miesięcy wojska alianckie przesunęły się ze środkowego Egiptu do centralnej Libii, biorąc do niewoli 130 000 jeńców oraz niszcząc setki czołgów i dział.

## Preludium

### Włoski atak na Egipt
13 września 1940 r. elementy włoskiej 10 Armii zaatakowały siły brytyjskie stacjonujące w Egipcie. W wyniku włoskiego ataku małe zgrupowania brytyjskie wycofały się na wschód w kierunku linii obronnej Mersa Matruh. Jednak już 16 września Włosi zatrzymali swój atak po zdobyciu Sidi Barrani i przeszli do obrony. Główną przyczyną zatrzymania natarcia były problemy z zaopatrzeniem.

### Przygotowania i plany Brytyjczyków

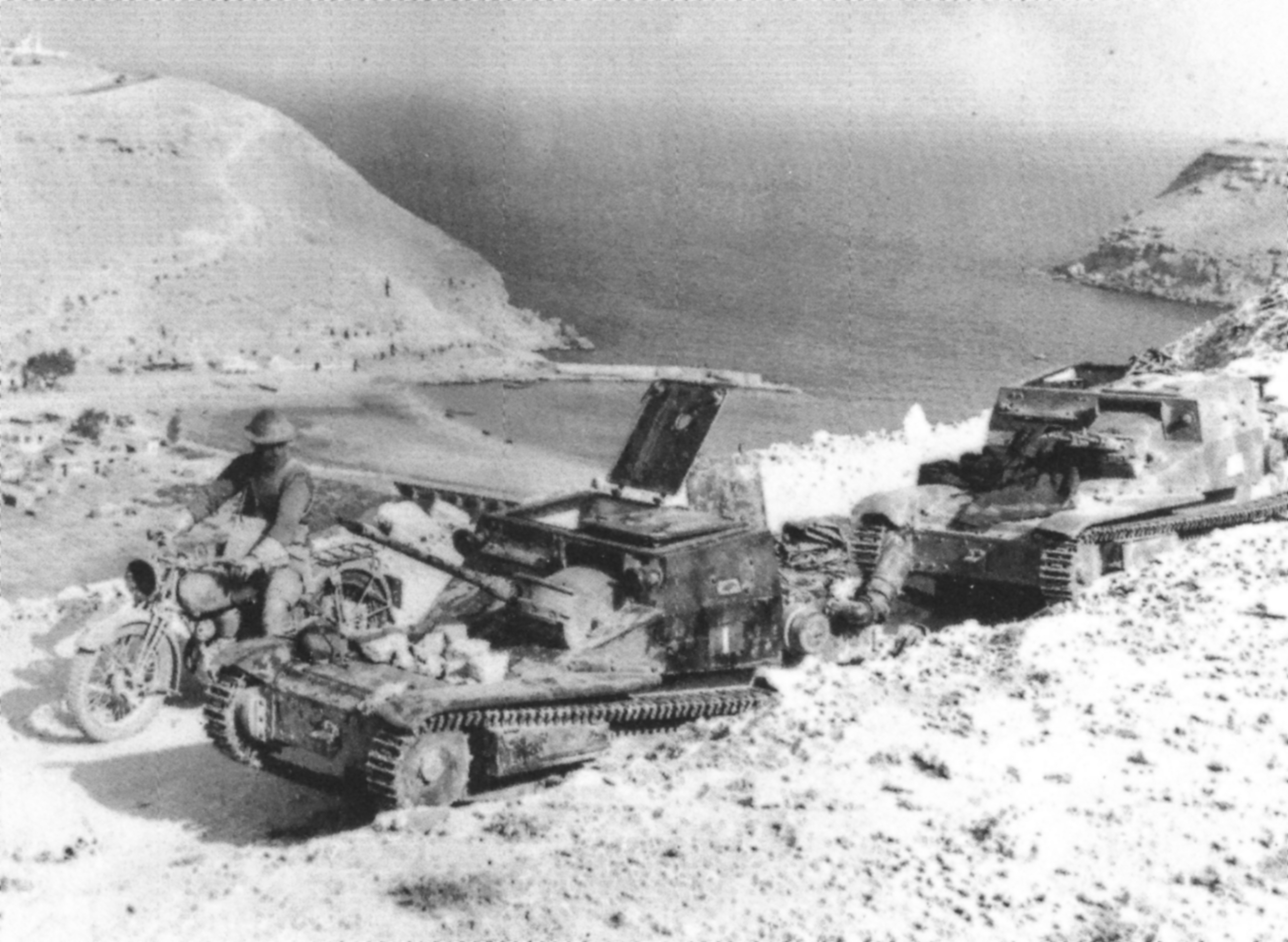
Zdobyte przez Brytyjczyków włoskie tankietki L3 w pobliżu Bardiji, 1941 r.

Gen. Archibald Wavell już na początku września 1940 r. zastanawiał się nad podjęciem działań ofensywnych wobec Włochów, zlecając opracowanie planów natarcia na Tobruk, podkreślając jednocześnie, że nie życzy sobie „żadnej powolności, cechującej nasze wcześniejsze działania”. Jego oddziały wzmocniły posiłki z Wielkiej Brytanii, które dotarły do Egiptu na pokładzie transportowców konwoju „Apalogy”. Transportowce zawinęły do Aleksandrii 5 września. Wzmocnieniu uległa 7 Dywizja Pancerna, do dyspozycji gen. Wavella pozostawało także 50 ciężkich czołgów Matilda II, niemających godnego przeciwnika po stronie włoskiej. Rosła także liczebność lotnictwa Brytyjczyków. Na początku października stało się jasne, że Włosi zadowolili się – przynajmniej tymczasowo – dotychczasowymi zdobyczami, a prace fortyfikacyjne, jakie prowadzili w okolicach Sidi Barrani, były zakrojone na szeroką skalę, wskazując tym samym, że zamierzają tam wybudować swoją główną bazę. W tym samym czasie wywiad brytyjski dokonał przełomu w próbach odczytywania szyfrów włoskiej Regia Aeronautica, dzięki czemu od połowy miesiąca Brytyjczycy znali ok. 80% wiadomości przesyłanych między jednostkami włoskiego lotnictwa. Gen. Wavell zadecydował, że nadszedł czas na przejęcie inicjatywy. 20 października w liście do gen. Henry’ego Wilsona rozkazał mu przygotować plany uderzenia w trójkącie Sidi Barrani – Sofafi – Buq Buq. Celem przewidzianej na 4–5 dni operacji miało być zniszczenie włoskiego zgrupowania w rejonie Sidi Barrani, a przez to zyskanie czasu niezbędnego na ściągniecie do Egiptu większych sił. W ciągu kilku następnych dni zmianie uległa jednak sytuacja polityczna. Rząd brytyjski, który musiał zatwierdzić plany Wavella, nalegał na zwiększenie skali uderzenia. Podobnego zdania był także gen. Wilson, który przedstawił swemu dowódcy plan równoczesnego uderzenia na włoskie obozy w Nibeiwe i Tummar dzięki wykorzystaniu przełęczy Enba i wyjściu na tyły wojsk włoskich.
Założenia brytyjskiej operacji, której nadano kodową nazwę „Compass”, były następujące: wojska brytyjskie miały przejść przez przełęcz Enba, po czym indyjska 4 Dywizja Piechoty miała ruszyć w kierunku północnym, uderzając od tyłu na wspomniane obozy, a 7 Dywizja Pancerna miała nacierać na południe i zachód, prowadząc działania osłonowe. Zakładano, że w tym samym czasie garnizon Mersa Matruh przeprowadzi działania pozorowane, nacierając drogą biegnącą przy wybrzeżu w kierunku zachodnim. Ciężar natarcia miał spocząć na pancernych barkach ciężkich czołgów Matilda II, które planowano zgrupować w jednym silnym oddziale. Ich zadaniem było przełamanie obrony włoskiej i umożliwienie wejścia do walki postępującym za nimi oddziałom piechoty brytyjskiej. Równocześnie z przygotowaniami do ataku prowadzona była akcja maskująca, mająca na celu zmylenie włoskiego wywiadu. Jak się później okazało, była ona bardzo skuteczna. Włosi przekonani byli o słabości Brytyjczyków, którzy mieli odpłynąć, by walczyć w Grecji.
Na początku grudnia, tuż przed rozpoczęciem operacji, gen. Wavell starł się z premierem Winstonem Churchillem, który poinstruował go, że w przypadku powodzenia natarcia Wavell powinien natychmiast „wykorzystać każdą pojawiającą się szansę na zwiększenie skali uderzenia”. Gdy premier usłyszał, że brytyjskie wojska w Afryce Północnej nie są przygotowane do prowadzenia działań zaczepnych na dużą skalę, miał odpowiedzieć Wavellowi, że lepiej wobec tego w ogóle nie ruszać się z miejsca, niż zadowalać się namiastką uderzenia.

## Uderzenie

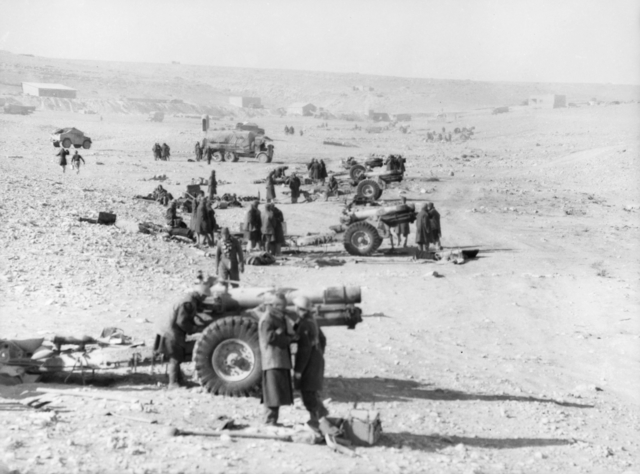
Brytyjskie haubice 6-calowe ostrzeliwują Tobruk, styczeń 1941 r.

Operacja „Compass” rozpoczęła się 7 grudnia 1940 r. atakiem brytyjskiego lotnictwa na włoskie lotniska, na których zniszczono 39 samolotów wroga. Jednocześnie bombardowano włoskie punkty i kolumny zaopatrzeniowe. Włosi początkowo zlekceważyli wzmożoną aktywność Brytyjczyków, a meldunki o pojawiających się w niektórych miejscach patrolach pancernych przeciwnika zostały zignorowane i określone jako niewiarygodne. Okazało się jednak, że wysunięte włoskie posterunki się nie myliły. Rankiem 9 grudnia na tyłach włoskiego obozu Nibeiwa pojawiły się praktycznie niezniszczalne czołgi brytyjskie. Walki w obozie trwały dwie i pół godziny, w zgodnej opinii atakujących Włosi bronili się początkowo niezwykle dzielnie jednak wobec faktu odbijania się ich pocisków od pancerzy czołgów Matilda i będąc dziesiątkowani ich ogniem (m.in. zostały zniszczone wszystkie słabe włoskie czołgi użyte nieopatrznie w kontrataku) ich obrona wkrótce załamała się. Ostatecznie zostali pokonani przy stratach Brytyjczyków wynoszących dwóch zabitych i kilku rannych. Brytyjczycy, wykorzystując uderzenie – po pobraniu paliwa i amunicji – ruszyli do kolejnego ataku, tym razem na Tummar West. Również i to natarcie zakończyło się pełnym sukcesem. Zaraz potem wysłano pojedynczy czołg w kierunku obozu Tummar East, którego celem było nakłonienie tamtejszego komendanta do poddania obozu. Dowódca odpowiedział ponoć, że zgodzi się na to jedynie wtedy, gdy dojdzie do brytyjskiej demonstracji siły, np. bombardowania artyleryjskiego skierowanego nie na pozycje włoskie, ale na Pustynię Libijską – dowódca brytyjski swoiście spełnił jego życzenie jeszcze tego samego dnia wieczorem kierując jednak ogień na Włochów. W tym czasie inne oddziały brytyjskie, biorące udział w natarciu, atakowały wyznaczone im cele, napotykając zazwyczaj na jedynie symboliczny opór.
Przez kolejne 3 dni Brytyjczycy zrealizowali wszystkie postawione im cele. Rozbili pozostałe włoskie obozy, zdezorganizowali sieć włoskiego zaopatrzenia i zdobyli główny obóz w Sidi Barrani. Do niewoli trafiło 38 300 włoskich żołnierzy, zdobyto 237 dział i 60 czołgów – wszystko to za cenę 624 zabitych, rannych i zaginionych, z których większość poległa podczas ataku na Sidi Barrani. Droga na tyły wojsk włoskich była otwarta, a Włosi nie mogli jej zablokować.

### Druga faza operacji

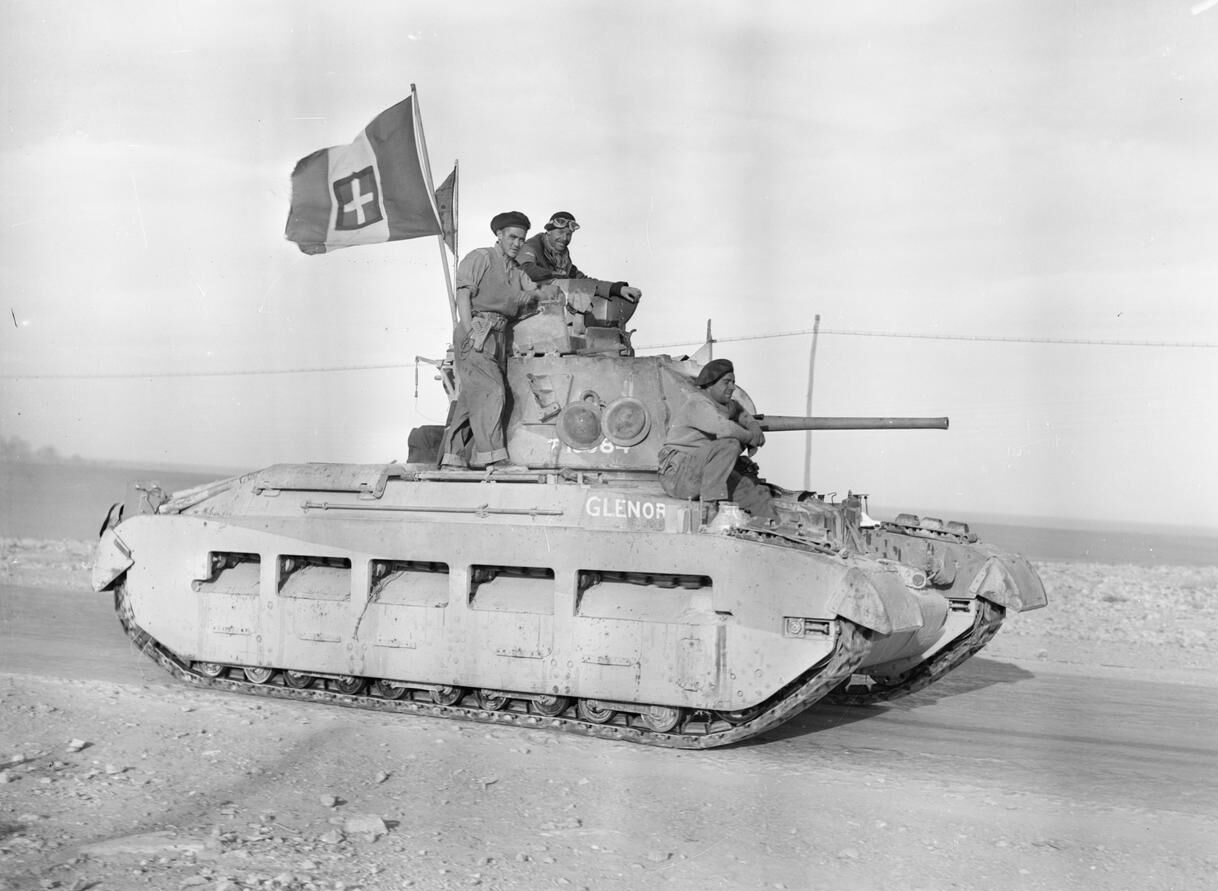
Brytyjski czołg Matilda wjeżdża do Tobruku ze zdobytą włoską flagą, 24 stycznia 1941 r.

Brytyjski rząd, zdając sobie sprawę ze słabości Włochów, obawiając się także znacznych sił włoskich pozostających w Abisynii, postanowił przerzucić tam indyjską 4 Dywizję Piechoty, odgrywającą ważną rolę w operacji. Na jej miejsce obiecano gen. Wavellowi australijską 6 Dywizję Piechoty, jednak początkowo nie zdołała ona wejść jeszcze do akcji. Posuwające się oddziały brytyjskie zdobyły opuszczony przez Włochów obóz w Buq Buq, z którego obrońcy wycofali się pod osłoną burzy piaskowej. Jednocześnie wskutek braku łączności pomiędzy poszczególnymi oddziałami brytyjskimi zaprzepaszczono wcześniejszą szansę zniszczenia tych oddziałów uderzeniem pancernym wyprowadzonym w ich flankę. Ostatecznie jednak Włochów udało się wyprzedzić przed Sollum i zamknąć w okrążeniu. Dowódca brytyjskich oddziałów, które uderzyły poprzednio na Buq Buq meldował 11 grudnia, że widzi przed sobą „20 akrów z jeńcami-oficerami i 100 akrów z jeńcami-żołnierzami”, co odpowiadało liczbie około 14 000 ludzi. Zdobyto także dużą ilość sprzętu i wyposażenia.
Trudno się dziwić, że atmosfera w sztabie gen. Rodolfo Grazianego była przygnębiająca. Włosi spodziewali się, że uderzenie brytyjskie dotrze do Tobruku, omijając Bardiję. Włoski dowódca 12 grudnia poinformował Benito Mussoliniego o swojej tragicznej sytuacji, obrazowo pisząc, że „pchle przyszło walczyć ze słoniem”. W tym samym czasie u Brytyjczyków wystąpiły problemy z zaopatrzeniem, olbrzymim ciężarem była także duża liczba włoskich jeńców. Uderzenie brytyjskie straciło na impecie, niemniej jednak 15 grudnia łupem nacierających oddziałów padł strategiczny punkt: przełęcz Halfaya, co otworzyło drogę wojskom pancernym w kierunku Cyrenajki. Ocalałe jednostki 10 Armii włoskiej wycofały się do twierdzy Bardija, natomiast w głębi obrońcy koncentrowali siły w pobliżu Tobruku i na linii Derna i El Mekili.

### Ku włoskiej klęsce

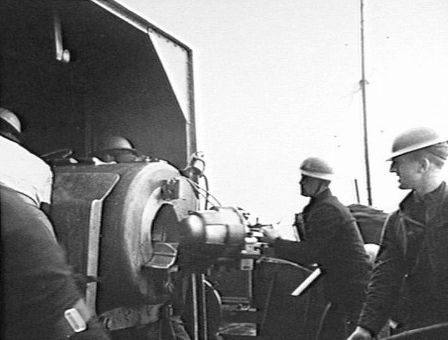
Artylerzyści na pokładzie kanonierki HMS „Ladybird” ostrzeliwują Bardiję, 2 stycznia 1941 r.

Zgodnie z zaleceniami premiera gen. Wavell postanowił wykorzystać inicjatywę strategiczną, przenosząc działania wojenne na teren Cyrenajki – decyzja o kontynuowaniu natarcia w kierunku Cyrenajki i Tobruku zapadła 4 stycznia 1941 r. Włosi, pomimo znacznej przewagi liczebnej, nie potrafili zorganizować skutecznej obrony i ponosili klęskę za klęską. Idąca w czole natarcia 7 Dywizja Pancerna obeszła Bardiję i kontynuowała natarcie na Tobruk, podchodząc do miasta od strony południowej, natomiast australijska 6 Dywizja Piechoty, która weszła w końcu do akcji, 4 stycznia 1941 r. wyprowadziła atak na Bardiję. Włoski garnizon skapitulował dzień później. Brytyjczycy wzięli do niewoli ok. 40 tys. jeńców, zdobyli także 462 działa. Siły sojusznicze kontynuowały natarcie – 21 stycznia Australijczycy rozpoczęli szturm Tobruku, który padł następnego dnia. W mieście skapitulowało 27 tys. Włochów, którzy trafili do niewoli, zdobyto bazę morską, składy z zaopatrzeniem, 208 dział. Włoskie oddziały osłonowe, którym udało się przetrwać upadek Tobruku, zostały następnie zepchnięte w rejon Derna – El Mekili. Ostatecznie dowództwo włoskie nakazało jednak opuścić ten rejon, gdyż broniącym go wojskom groziło okrążenie przez posuwające się wzdłuż wybrzeża oddziały 6 Dywizji Piechoty i naciskające od południa jednostki 7 Dywizji Pancernej. Rozkaz przyszedł jednak za późno – czołowe oddziały 7 Dywizji Pancernej 5 lutego pod Beda Fomm doszły do brzegu Wielkiej Syrty, odcinając możliwość wycofania się resztek 10 Armii. Poddały się one po krótkiej walce, a 6 lutego Brytyjczycy wkroczyli do Bengazi, 7 lutego zdobyli Adżdabiję i podeszli pod El Agheila. Już cztery dni wcześniej, 3 lutego, Adolf Hitler widząc słabość swoich sojuszników, ostatecznie zdecydował się – głównie z przyczyn propagandowych, ale także własnych ambicji dotyczących wpływów w Afryce i na Bliskim Wschodzie – wspomóc Włochów niemieckimi oddziałami pancernymi. Na jego rozkaz zaczęto organizować ekspedycyjny korpus afrykański Afrika Korps.
Operacja „Compass” była ogromnym sukcesem wojskowym i w dużej mierze wykorzystanym propagandowo wobec dotychczasowych niepowodzeń aliantów na niemal wszystkich frontach II wojny światowej, był to Blitzkrieg w wydaniu brytyjskim i wzorcowo przeprowadzona operacja Sonnenblume, której efekty zaskoczyły nawet samych atakujących. W trakcie dwumiesięcznych walk oczyszczono zachodni Egipt, zajęto Cyrenajkę i rozbito 10 włoskich dywizji. Do niewoli trafiło 130 tys. jeńców, zdobyto ok. 400 czołgów i ok. 1300 dział. Straty brytyjskie były minimalne, biorąc pod uwagę skalę działań – zginęło 475 żołnierzy, 1225 zostało rannych, a 43 uznano za zaginionych.